# Битка при Аскалон
Битката при Аскалон се състои на 12 август 1099, малко след превземането на Йерусалим от Първия кръстоносен поход.
Историците считат това сражение за последното действие на кръстоносната кампания. При Аскалон армията на кръстоносеца Годфроа дьо Буйон побеждава числено превъзхождаща фатимидска армия, с което осигурява на безопасността на Ерусалим.

## Галерия
- Битка при Аскалон, стъклопис от Сен Дьени
- Битка при Аскалон, гравюра от 1881 г.
- Битка при Аскалон, Галерия на двореца във Версай